# Балюстрада

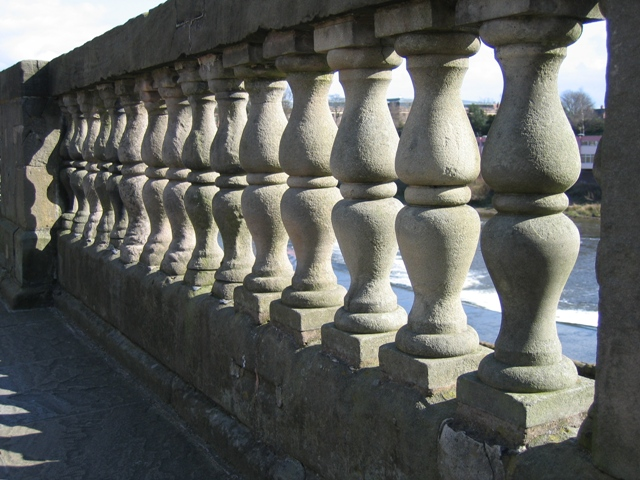
Балюстрада

Балюстра́да (фр. balustrade из итал. balaustrata) — ограждение (обычно невысокое) лестницы, балкона, террасы, и так далее, состоящее из ряда фигурных столбиков (балясин), соединённых сверху поручнем или горизонтальной балкой; перила из фигурных столбиков. Ограждающие конструкции эскалатора также называются балюстрадой, хотя и не имеют ряда фигурных столбиков. Это результат переосмысления (деэтимологизации) термина (сравните «стрелять» — буквально пускать стрелы). До появления типа L фирмы «Otis» (в 1920-х годах) эскалаторы ограждались настоящей балюстрадой, без всяких движущихся поручней. Такой эскалатор можно увидеть в фильме «Контролёр универмага».
Изобретение балюстрады приписывается ассирийцам, которые использовали их в фасадном декоре дворцов как ограждения оконных проёмов.
В Европе балюстрадные системы начали активно применяться с конца XV века как альтернатива миниатюрным аркадам с балясинами в виде маленьких колонн. Впоследствии были предложены привычные виды балясин — с перетяжкой кольцом посередине и классическая форма в виде вазона.
Балюстрада используется и в оформлении мебели как элемент спинки стула, изножья либо изголовья кровати.

## Конструкция и материалы

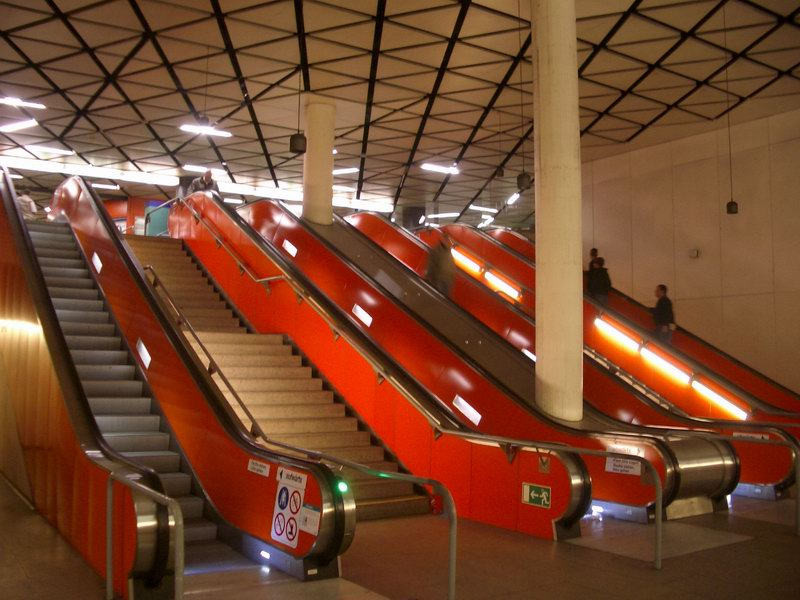
Балюстрада эскалаторов и лестницы между ними.

Основные элементы конструкции балюстрад:
- фигурные столбики (балясины) — монтируются на тумбе и поддерживают перила;
- тумбы — основной элемент балюстрады, на который ложится основная нагрузка;
- основание — нижняя балка, которая кладётся между тумбами;
- поручни или перила — фиксируют балясины между собой.

Традиционные материалы для изготовления систем — дерево, гипс, камень, бетон и металл. С развитием новых технологий и материалов в 1970-х годах начали применяться балюстрады из литьевого полиуретана высокой плотности.
Довольно часто столбцы между балюстрадами увенчивались обелисками и вазами, создавая органический переход к стене или крыше.
Размеры балюстрад тесно связаны с физическими размерами человека и, в отличие от большинства ордерных форм, не увеличиваются и не уменьшаются в зависимости от масштаба и параметров сооружения.

## Интересные факты
В пхеньянском метро балюстрады используют для освещения. Наклонный ход станции освещают не люстры, а светящиеся части балюстрад. Это признано особенностью метро столицы КНДР.

## Галерея балюстрад

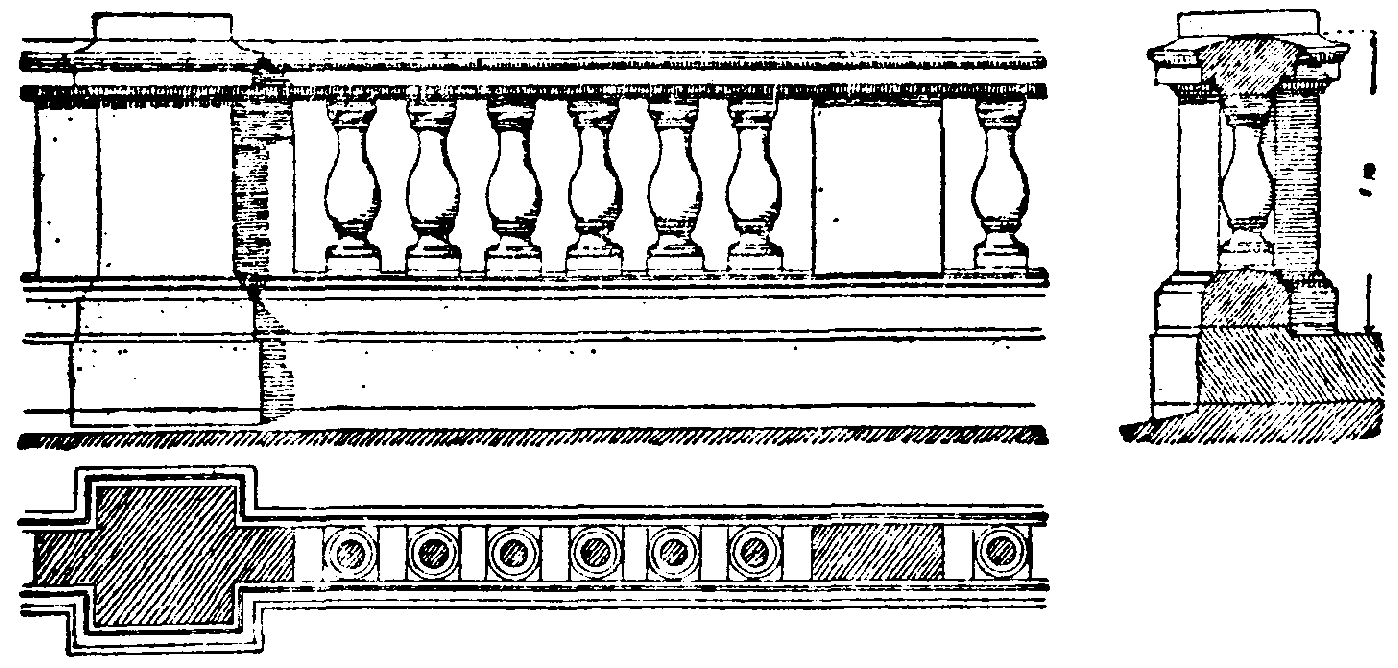
Балюстрада с куклами XVIII века, Nordisk familjebok
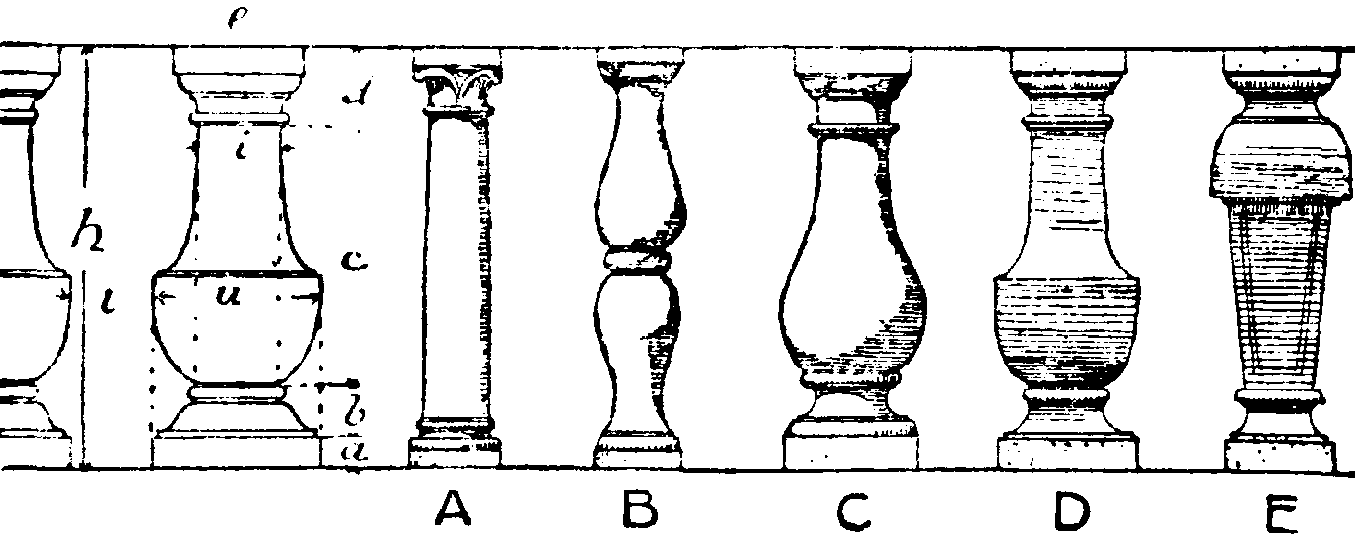
Разные виды балясин.
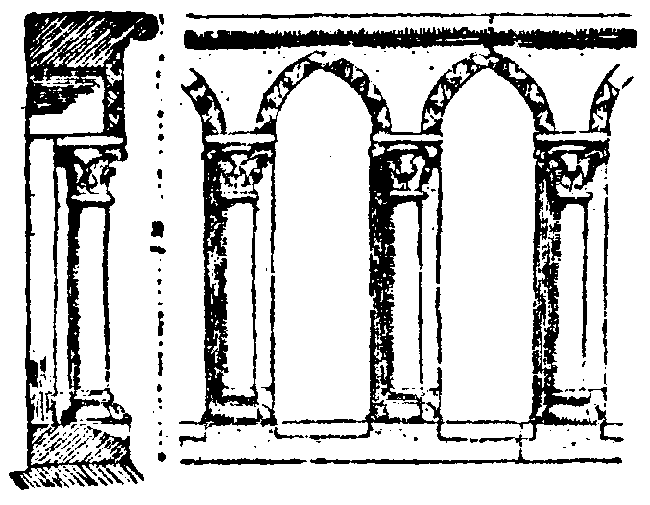
Балюстрада, готика, из Нотр-Дама в Париже, Nordisk familjebok
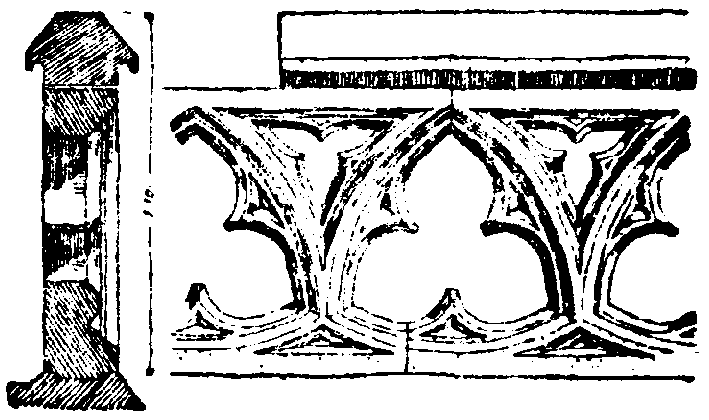
Балюстрада, готика, из собора Каркассона 1300-е годы, Nordisk familjebok
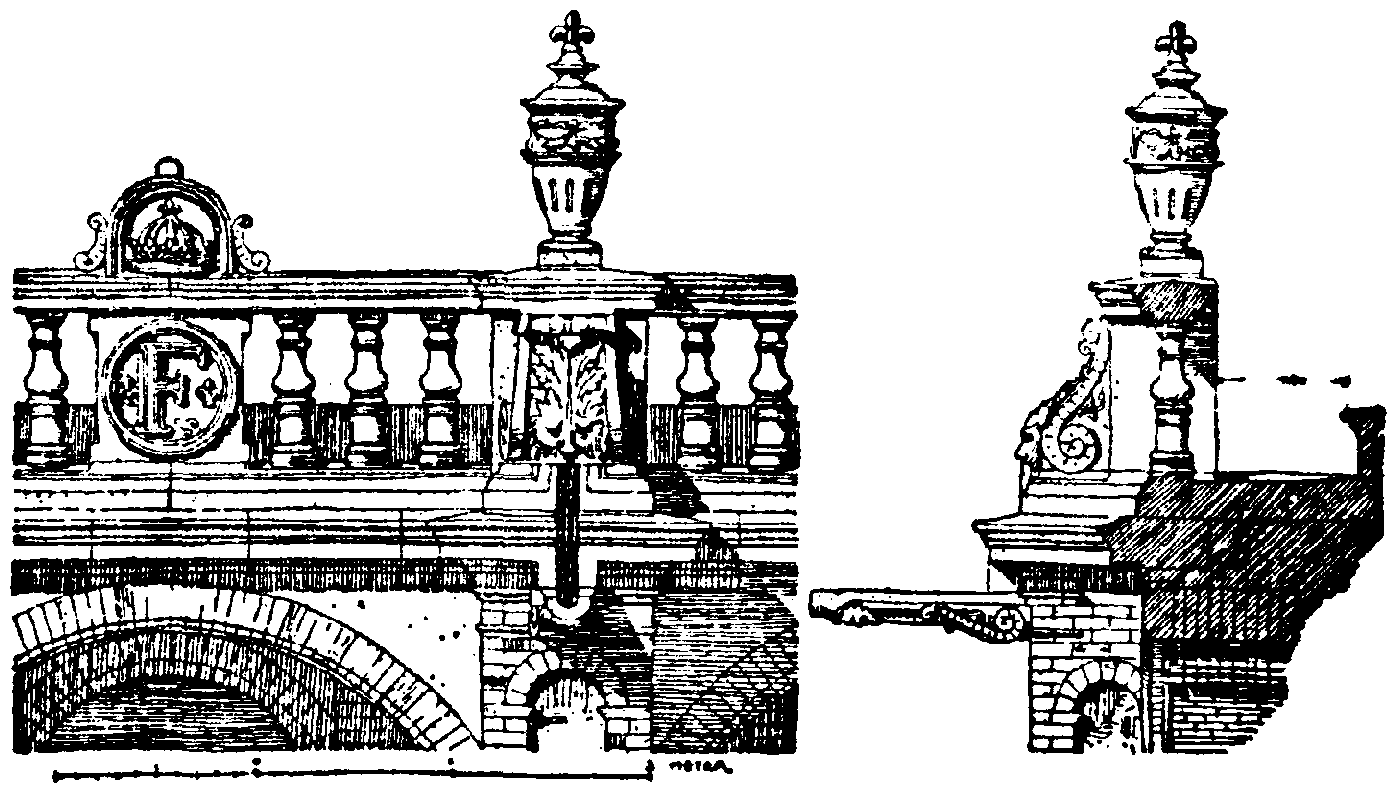
Балюстрада из замка Сен-Жермен XVI века, Nordisk familjebok
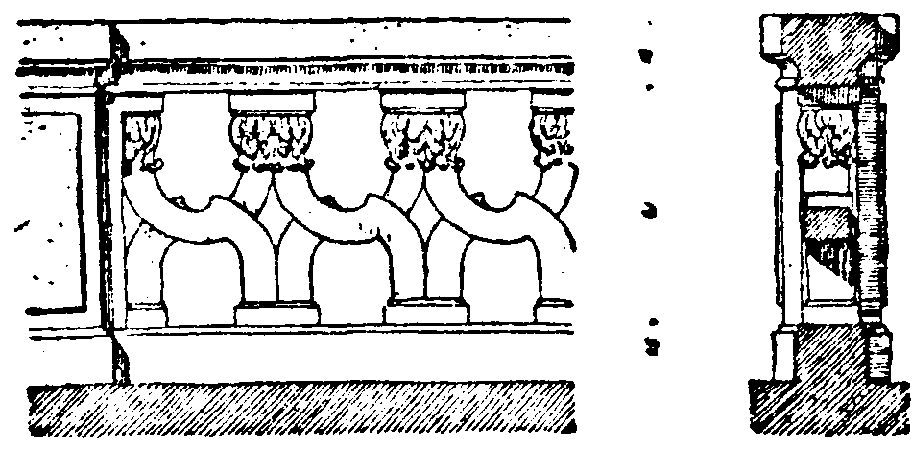
Балюстрада из замка Мезон-сюр-Сен XVII века, Nordisk familjebok
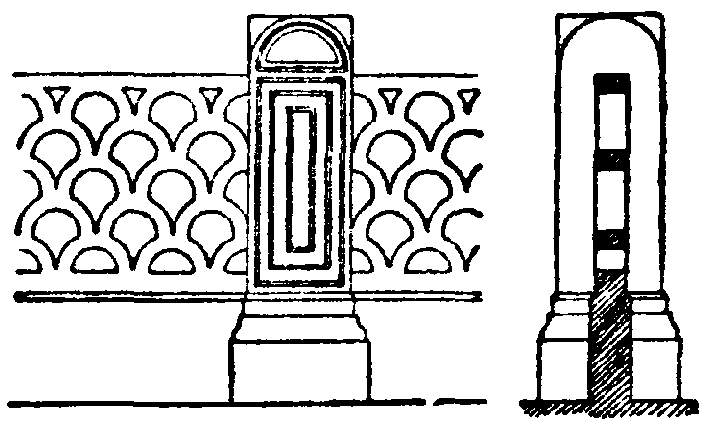
Балюстрада из Софийской церкви в Константинополе 2, Nordisk familjebok
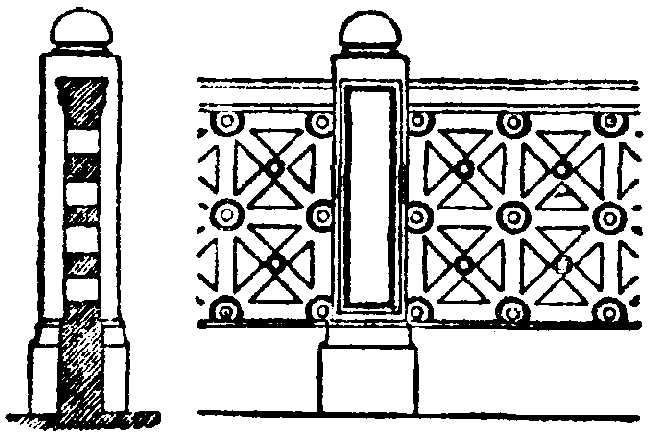
Балюстрада от Софийской церкви в Константинополе 1, Nordisk familjebok